# Ибрагим Мухаммад Хафиз
Мухаммед Хафиз бен Ибрагим (араб.  محمد حافظ بن إبراهيم ‎) (24 февраля 1871, Асьют — 21 июля 1932, Каир) — египетский писатель, поэт и переводчик. Один из классиков современной арабской литературы, внесший значительный вклад в обновление египетской поэзии конца ХІХ-начала ХХ ст.

## Биография
После окончания военной академии в Каире, служил в Судане. Принял решение не продолжать дальше военную карьеру и полностью посвятить себя литературной деятельности.

## Творчество
Выдающийся национальный поэт и писатель, творчеством которого заканчивается период поэтики классического стиля в Египте, представитель преобладающей в то время генерации египетской поэзии — неоклассицистов.
Умело используя достижениями традиционной поэтики и эволюционно её развивая, И. Хафиз воплотил актуальные для своего времени идеи свободы, социальной и гендерной тематики, проблематики фараонизма как политического движения и т. п. Хафиз Ибрагим, учитывая предпочтения читателей, обогатил поэзию новыми элементами, что и стало залогом его успеха.
Автор патриотической и сентиментальной поэзии. Первые сборники стихов опубликовал в 1901 году. Постоянно обращался к национальному прошлому, воспеванию родной природы, идеализация Египта и египетского феллаха, во многом предвосхитившие концепцию «египтизма», которая дала основное содержание египетской литературе 1920—30-х гг., из-за чего Ибрагима Хафиза называют «поэтом Нила».
И. Хафиз считается одним из основателей арабского романа нравов. В 1906 году он написал эссеистско-утопическое сочинение «Ночи Сатыха» («Lajali Satih», 1906), плутовской роман в жанре макама, герой которого занимает критическую позицию по отношению к египетской реальности.
И. Хафиз известен и как переводчик. Им переведен на арабский язык, среди прочего, роман В. Гюго «Отверженные» и, в отрывках, «Гамлета» У. Шекспира.
Полное собрание его поэтических произведений было издано посмертно в 1937 году.

## Избранные произведения
- Albasoka Al-deema' Fawq Al-deema', ألبسوك الدماء فوق الدماء .
- Ya Saidy wa Emami, يا سيدي و إمامي .
- Shakrto Jameela Sonekom, شكرت جميل صنعكم .
- Masr Tataklam 'an Nafseha, مصر تتكلم عن نفسها .
- Le Kes’a An’em behe mn Kes’a, لي كساء أنعم به من كساء .
- Qol lel ra’ies Adama Allah Dawlatahu,قل للرئيس أدام الله دولته .

## Память
- Именем знаменитого поэта названы улицы в ряде ближневосточных город, в частности в г. Суэц.